# Institución Educativa Emblemática Clorinda Matto de Turner
La Gran Unidad Escolar Clorinda Matto de Turner es un colegio público de la ciudad del Cusco, Perú. Fue creado en 1950 como parte del Plan Nacional de Educación y actualmente tiene la categoría de  Institución Educativa Emblemática. 

## Fundación

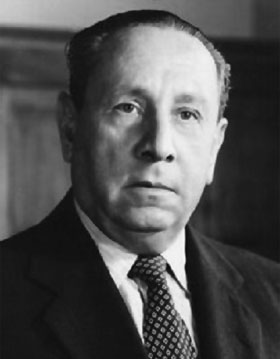
Manuel A. Odría, Presidente del Perú en el periodo 1948-1956

En octubre de 1948, durante el gobierno de Manuel Odria, el Ministro de Educación coronel Juan Mendoza Rodríguez, restableció el Consejo Nacional de Educación que había sido desactivado en gobiernos anteriores. Este restablecido Consejo Nacional trabajó en la elaboración del marco general de una política educacional que llegara a todos los rincones del país. Así, el 13 de junio de 1950, el gobierno aprobó el Plan Nacional de Educación. Este plan definió objetivos, propuso métodos pedagógicos y contempló una nueva organización escolar así como la formación del magisterio, de nuevos textos, de rentas y construcciones escolares.
Dentro de ese contexto, el 31 de enero de 1950 se expidió un Decreto Supremo creando la denominada "Gran Unidad Escolar Femenina" en la ciudad del Cusco. La construcción de los edificios concluyó en 1952, fue entregada mediante Resolución Ministerial N° 4302 del 24 de junio de ese mismo año. Previamente, el 27 de mayo de 1952, mediante Resolución Ministerial N° 4309, se decidió que esta institución llevara el nombre de la literata peruana Clorinda Matto de Turner.

## Colegio emblemático
Mediante el decreto de urgencia Nº 004‐2009 dado por el segundo gobierno del presidente Alan García el 9 de enero del 2009 se creó el Programa Nacional de Recuperación de las Instituciones Públicas Educativas Emblemáticas y Centenarias, con el fin de modernizar y reforzar la infraestructura de 20 colegios en Lima y Callao, y otros 21 en el resto del país. Su objetivo era alcanzar, en las escuelas y colegios estatales, una educación de excelencia con igualdad de  oportunidades para todos.
El colegio Clorinda Matto de Turner fue incluido en dicho programa mediante la Resolución Ministerial N° 0050-2009-ED, publicada el 4 de marzo de 2009. En un inicio se señaló que la remodelación del colegio, junto con los otros dos que fueron declarados emblemáticos en el Cusco, el Colegio Ciencias y el Colegio Inca Garcilaso de la Vega iban a ser modernizados en un plazo de 300 días con un costo, en el caso del Garcilaso, de 39 millones de soles. La reconstrucción del colegio se inició en el año 2011 con la demolición de la antigua infraestructura. y culminó en el año 2014. 

#### Libros
- Ruiz Robles, José Eduardo (2016). La reforma educativa del gobierno de la fuerza armada del Perú: 1972-1980. Madrid: Universidad Complutense de Madrid. p. 499. Consultado el 9 de agosto de 2019.

- Datos: Q118836552